# Moshirieh
 Moshirieh est un quartier du sud-est de Téhéran.